# Hortensia Gelabert
Hortensia Gelabert (Trinidad, 29 de diciembre de 1896-La Habana, 4 de noviembre de 1958) fue una actriz cubano-española que desarrolló casi toda su carrera en España.

## Biografía

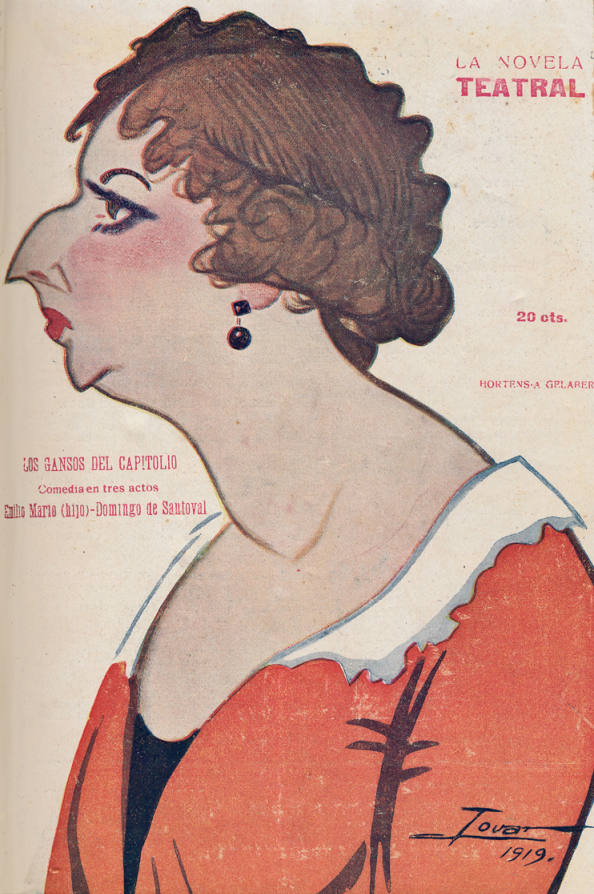
Caricaturizada por Tovar (1919)

Nació en Cuba. Sus inicios en su tierra natal se remontan a la primera década del siglo XX trabajando sobre los escenarios, aunque pronto debuta en el cine, rodando seis títulos entre 1911 y 1924 (entre otros El Fantasma del Castillo, La Mano y Deuda Pagada). Solo regresaría a la gran pantalla en una ocasión, en 1939, de la mano de Benito Perojo, para rodar la comedia Los hijos de la noche.
Sin embargo, sus grandes éxitos se los debe al teatro. A principios de la década de 1910 se traslada a España. En el Teatro de la Comedia estrena Genio y figura (1910), de Carlos Arniches. Un año después se  incorpora a la Compañía de María Guerrero, con la que estrena entre otras El alcázar de las perlas (1911), de Francisco Villaespesa, El rey trovador (1911), de Eduardo Marquina, Primavera en otoño (1911), de Gregorio Martínez Sierra, Doña Desdenes (1912), de Manuel Linares Rivas, La marquesa Rosalinda (1912), de Valle-Inclán  y El delito (1915), de Luis Fernández Ardavín. 
Contrajo matrimonio con el actor español Emilio Thuillier, junto al que intervino en numerosas obras, como La ciudad alegre y confiada (1916), La Inmaculada de los Dolores (1918) y La honra de los hombres (1919), las tres de Jacinto Benavente, Febrerillo, el loco (1919), de los hermanos Álvarez Quintero, Una noche de primavera sin sueño (1927), de Enrique Jardiel Poncela o Un marido ideal (1928), de Oscar Wilde.

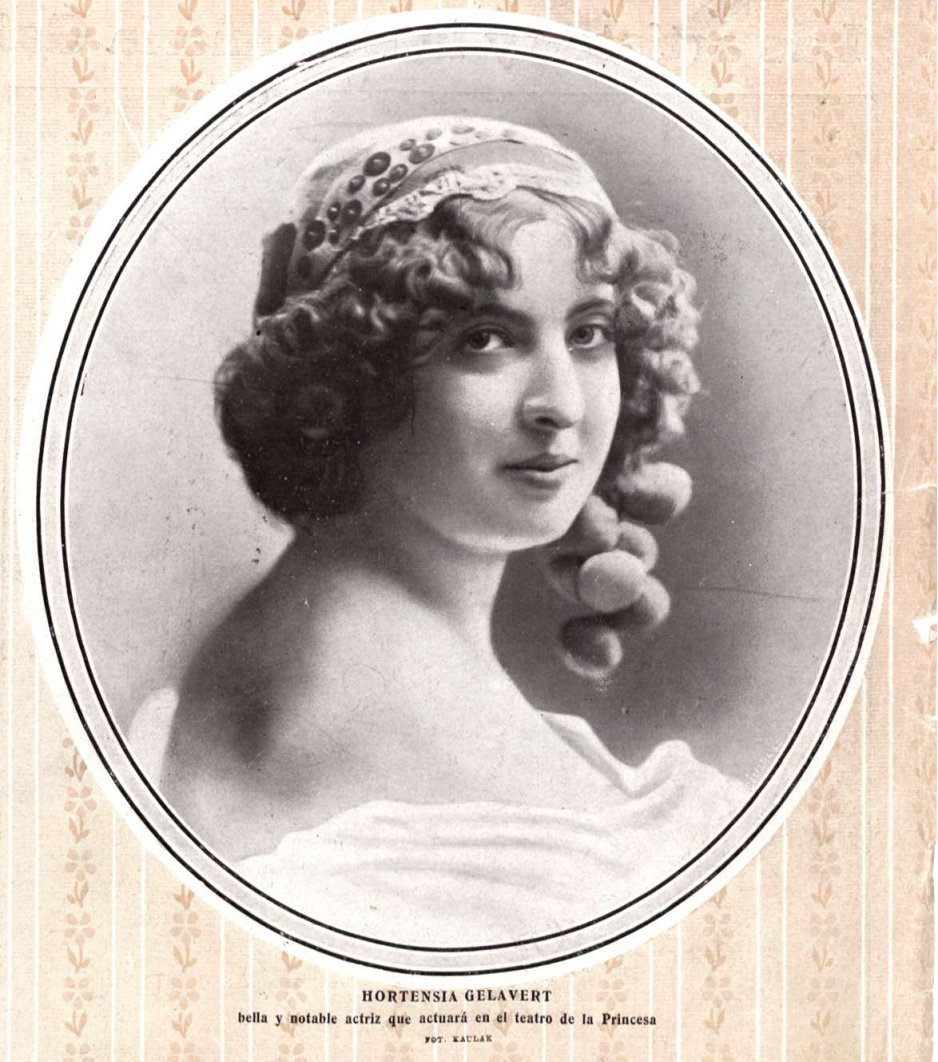
Retrato de Hortensia Gelabert, del fotógrafo Kaulak, publicado en 1911 en Mundo Gráfico.

Compartió también escenarios con Enrique Borrás y durante una veintena de años consiguió alzarse con el respeto del exigente público madrileño en los teatros Lara y de la Comedia. Como actriz se ha señalado de ella su elegancia y buena dicción.
Tras la muerte de su marido en 1940, regresa a Cuba, donde culmina su carrera trabajando en la radio y la televisión cubanas. Falleció en La Habana el 4 de noviembre de 1958.